# Silaum serotinum
Silaum serotinum är en flockblommig växtart som först beskrevs av Christiaan Hendrik Persoon, och fick sitt nu gällande namn av Minosuke Hiroe. Silaum serotinum ingår i släktet ängssiljor, och familjen flockblommiga växter. Inga underarter finns listade i Catalogue of Life.